# Маунт Вошингтон (Кентаки)
Маунт Вошингтон (енгл. Mount Washington) град је у америчкој савезној држави Кентаки.

## Демографија
По попису из 2010. године број становника је 9.117, што је 632 (7,4%) становника више него 2000. године.
| Група             | 2000.         | 2010.         |
| Белци             | 8.305 (97,9%) | 8.759 (96,1%) |
| Афроамериканци    | 27 (0,3%)     | 54 (0,6%)     |
| Азијати           | 13 (0,2%)     | 40 (0,4%)     |
| Хиспаноамериканци | 49 (0,6%)     | 147 (1,6%)    |
| Укупно            | 8.485         | 9.117         |